# Lada-Vaz Serie 110
La Lada Serie 110 è un'autovettura prodotta dalla casa automobilistica russa Lada-Vaz a partire dal 1995; la produzione in Russia ha avuto termine nel 2007 quando è stata sostituita dalla Lada-Vaz Priora, mentre è continuata per alcuni anni e per alcune versioni in altre nazioni come Egitto e Ucraina.

## La storia e l'evoluzione
Derivata dalla Samara, da cui ereditava l'intera meccanica con l'eccezione delle sospensioni posteriori, la Serie 110 costituiva il fiore all'occhiello della produzione Lada-Vaz.
Il nuovo retrotreno a ruote indipendenti (anziché interconnesse come sulla Samara), la carrozzeria completamente ridisegnata e gli interni riprogettati dovevano, nelle intenzioni della Casa, rendere appetibile il nuovo modello sui più evoluti mercati dell'Europa occidentale.
In realtà la linea tozza e poco attraente e i soliti problemi d'affidabilità legati alla scarsa qualità dei materiali impiegati limitarono la diffusione del modello oltre i confini russi.
Al momento della presentazione (1995) la Serie 100 era disponibile in tre varianti: berlina 4 porte (Lada 110), berlina 5 porte fastback (Lada 112) e station wagon (Lada 111).  L'unico motore disponibile era il 4 cilindri in linea di 1499 cm³ a iniezione da 77 CV, ma a Togliattigrad stavano lavorando a una nuova testata a 16 valvole.
E infatti nel 1997 esordirono le Serie 110 con motore (sempre di 1499 cm³), a 16 valvole da 89 CV.
La scarsa qualità dell'acciaio e dell'alluminio impiegato amplificò i problemi di fragilità della testata e del basamento, che già affliggevano l'unità a 8 valvole. La stroncatura definitiva del modello in Occidente arrivò da un test di durata eseguito dalla rivista francese Auto Journal. Percorrendo 30 000 km con una Lada 110 1.5 16v i giornalisti francesi riscontrarono il cedimento di due motori, la precoce usura degli ingranaggi del cambio (dovuta alla scarsa qualità della lega metallica impiegata) e la rottura di diversi particolari in plastica degli interni.
Un parziale riscatto arrivò nel 2002 con l'accordo tra Lada-Vaz e General Motors: la Serie 110 poté adottare motori a 4 cilindri Opel di 1596 cm³, con testata a 8 (77 CV) o 16 valvole (101 CV). Anche i cambi erano prodotti dalla Casa anglo-tedesca.
Lo stesso anno la gamma venne arricchita dall'introduzione della coupé Lada 112 C, disponibile unicamente sul mercato interno e con motore 1600 16 valvole.

## I modelli prodotti

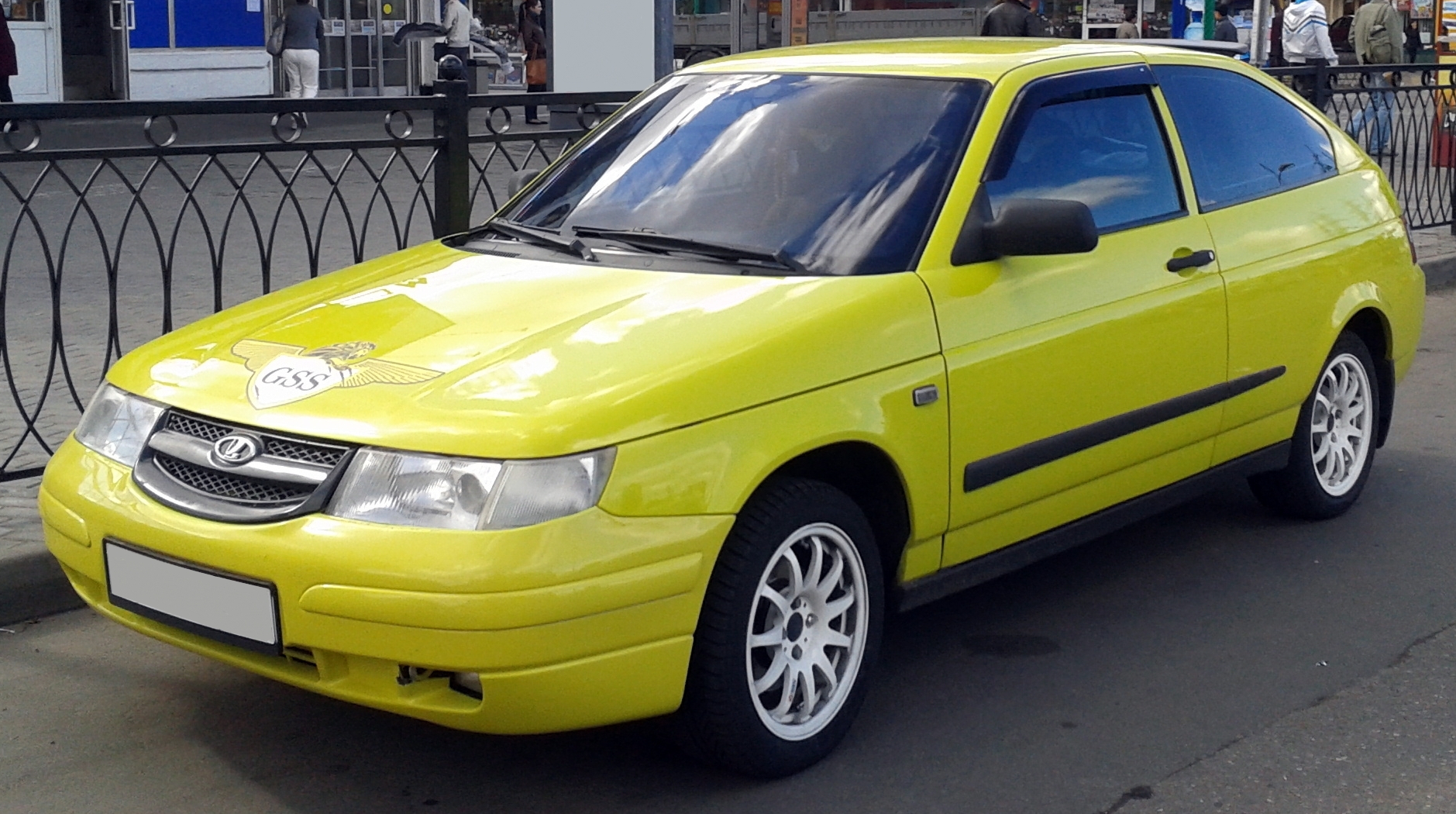
Lada 112 Coupé

- 111 1.5 (1995-02)
- 112 1.5 (1995-02)
- 110 1.5 (1995-02)
- 111 1.6 (dal 2002)
- 112 1.6 (dal 2002)
- 110 1.6 (dal 2002)
- 111 1.5 16v (1997-02)
- 112 1.5 16v (1997-02)
- 110 1.5 16v (1997-02)
- 111 1.6 16v (dal 2002)
- 112 1.6 16v (dal 2002)
- 110 1.6 16v (dal 2002)
- 112 C 1.6 16v (dal 2002)